# 천년의 꿈
《천년의 꿈》은 2003년 2월 1일에 KBS 1TV에서 방영된 설 특집 드라마다.

## 등장 인물
- 이정길 : 양노인 역
- 유병준
- 송일국 : 태상 역 (아역 오현철)
- 김사랑 : 복동 역
- 임호 : 업동 역